# Monumento a La Constitución de El Salvador
El Monumento a La Constitución de El Salvador, conocido popularmente como La Chulona, es un monumento ubicado en San Salvador, capital de la República de El Salvador. Creado por Rubén Martínez Bulnes, fue elaborado para simbolizar el valor de la constitución salvadoreña que está vigente desde 1983.

## Historia
Este monumento simboliza el valor de la constitución salvadoreña en un momento crucial de la historia del país, nos referimos al momento en que los Acuerdos de Paz estaban a punto de concluir. Por lo tanto este monumento fue inaugurado el 12 de octubre de 1990.
La obra es una exquisita pieza de arte, una mujer que representa la justicia con los ojos cerrados en vez de tenerlos vendados, lo que significa que es imparcial a la hora de hacer justicia. El monumento fue esculpido por Rubén Martínez (escultor) y tiene una altura aproximada de 2,85 metros con un peso de mil libras. Como nota interesante, el señor Rubén Martínez (escultor) también es el autor de otras obras como por ejemplo, el Monumento Cristo de La Paz.

### Túnel y restauración
A principios de 2004 se iniciaron trabajos de construcción del túnel debajo del redondel. El Ministerio de Obras Públicas contrató a la empresa CPK Consultores para encargarse de la obra valorada en 3,7 millones de dólares y que debía ser terminada para el 7 de octubre del mismo año. La estatua fue removida de su pedestal para evitar daños potenciales durante la excavación y construcción del túnel; fue la primera vez que la bajaron de su pedestal después de su inauguración. El desmontaje fue una maniobra delicada y duró un máximo de dos horas debido a las precauciones tomadas; la estatua fue sujetada con lingas de puntos especiales y fue levantada con el uso de una grúa hidráulica, el brazo derecho fue afianzado para evitar una posible quebradura a causa del peso de la espada.
Para el tiempo de la construcción del túnel, la estatua había sufrido daños como una perforación en un costado a causa de balas. Después del desmontaje fue transportada en un camión y trasladada al mismo taller de escultura donde fue creado por Rubén Martínez en Los Planes de Renderos para ser restaurada. Se le aplicó un acabado más fuerte para que resista al humo y suciedad ocasionado por el tráfico. El túnel fue concluido antes de la fecha contratada y dio paso a una cantidad más elevada de vehículos que antes. En la plaza del redondel se conservó el diseño original, con leves adiciones, en cumplimiento a un acuerdo con la alcaldía. Se agregaron rampas para personas discapacitadas, nueva señalización en las esquinas, y pasos peatonales.

## Información general
Se encuentra en el redondel Constitución y este mismo sobre el bulevar Constitución e intersección de la calle San Antonio Abad, una de las principales calles de la ciudad, este monumento conmemora la Constitución de la República por decreto de la Asamblea Legislativa, de declararse el 20 de diciembre de cada año, como, "EL DIA DE LA CONSTITUCION".
En la placa que lleva el monumento al pie, establece en su primer artículo que:
"El Salvador reconoce a la persona humana como el origen y el fin de la actividad del Estado"
Si desea visitar este monumento las rutas de buses que lo pueden llevar son: (Ruta 22, 26, 46 46-B, 46-C Buses y Microbúses).

## Detalles de la obra
- La prominencia del mentón representa la voluntad humana y la entereza de carácter.
- A diferencia de otras figuras que representan a la justicia, ésta no lleva una venda sobre los ojos sino que los tiene cerrados, en señal de que no mira a nadie, lo cual significa la imparcialidad que debe existir al aplicarla.
- Sus miembros inferiores y superiores denotan una cierta prominencia, como sinónimo de fortaleza.
- Como “madre de la patria”, el busto es grande y fuerte, porque debe “amamantar” a sus hijos.
- En una mano lleva una espada y en la otra una balanza.
- La escultura mide cerca de 2,85 metros y pesa alrededor de 1.000 libras.
- El escultor Rubén Martínez (escultor) tardó cerca de tres meses en restaurar la imagen.
- Por lo que respecta a la plaza, el pedestal donde ha sido ubicada la estatua fue construido con concreto expuesto. Los pernos que la sujetan son de acero inoxidable.
- Las plantas sembradas son de color azul y blanco, como los colores de la bandera de El Salvador.
- El piso del redondel ha sido pulido.
- Instalación 12 de octubre de 1990
- Cerca de diez mil personas presenciaron ese día la colocación del monumento a la Constitución. Se utilizó una grúa para colocar la esfinge en la misma plaza.

La tarea para el creador del monumento no fue fácil, sin embargo, la figura luce totalmente renovada y con un nuevo brillo que mantendrá por años.
Cerca de la zona funcionan varios burdeles que se identifican con la imagen de "La Chulona".[cita requerida]

## Galería

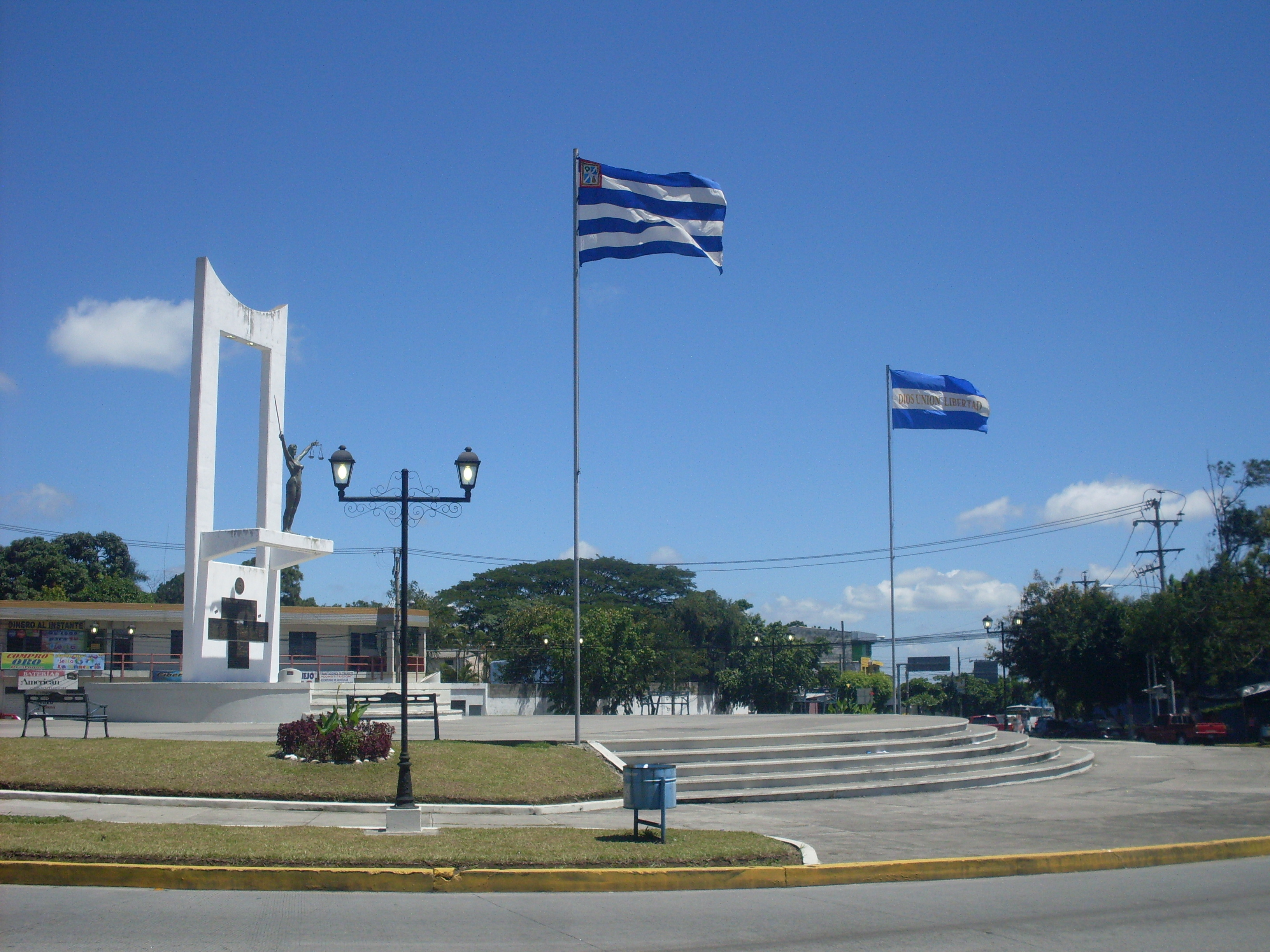
Redondel Constitución vista completa
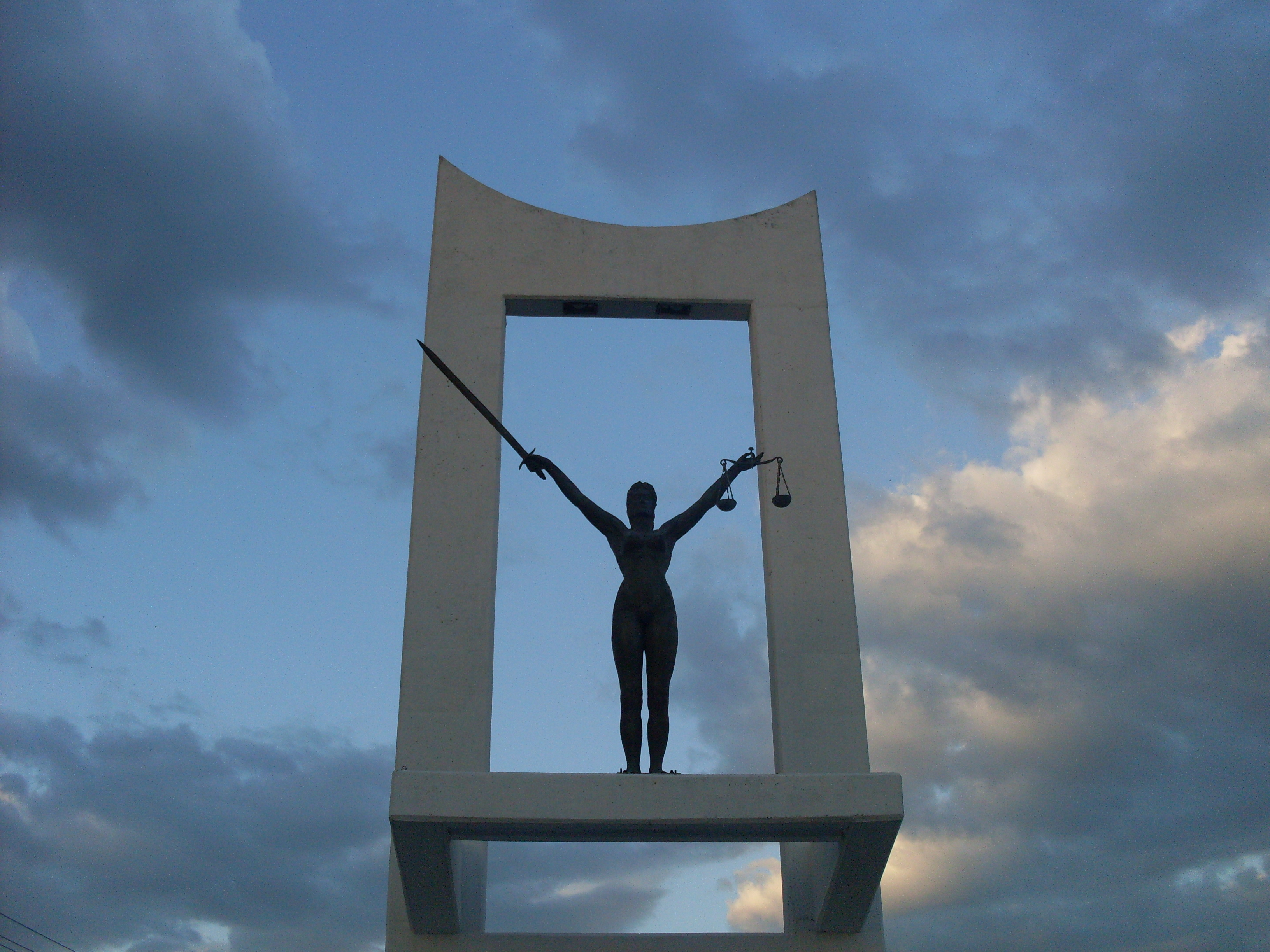
Monumento Constitución de frente
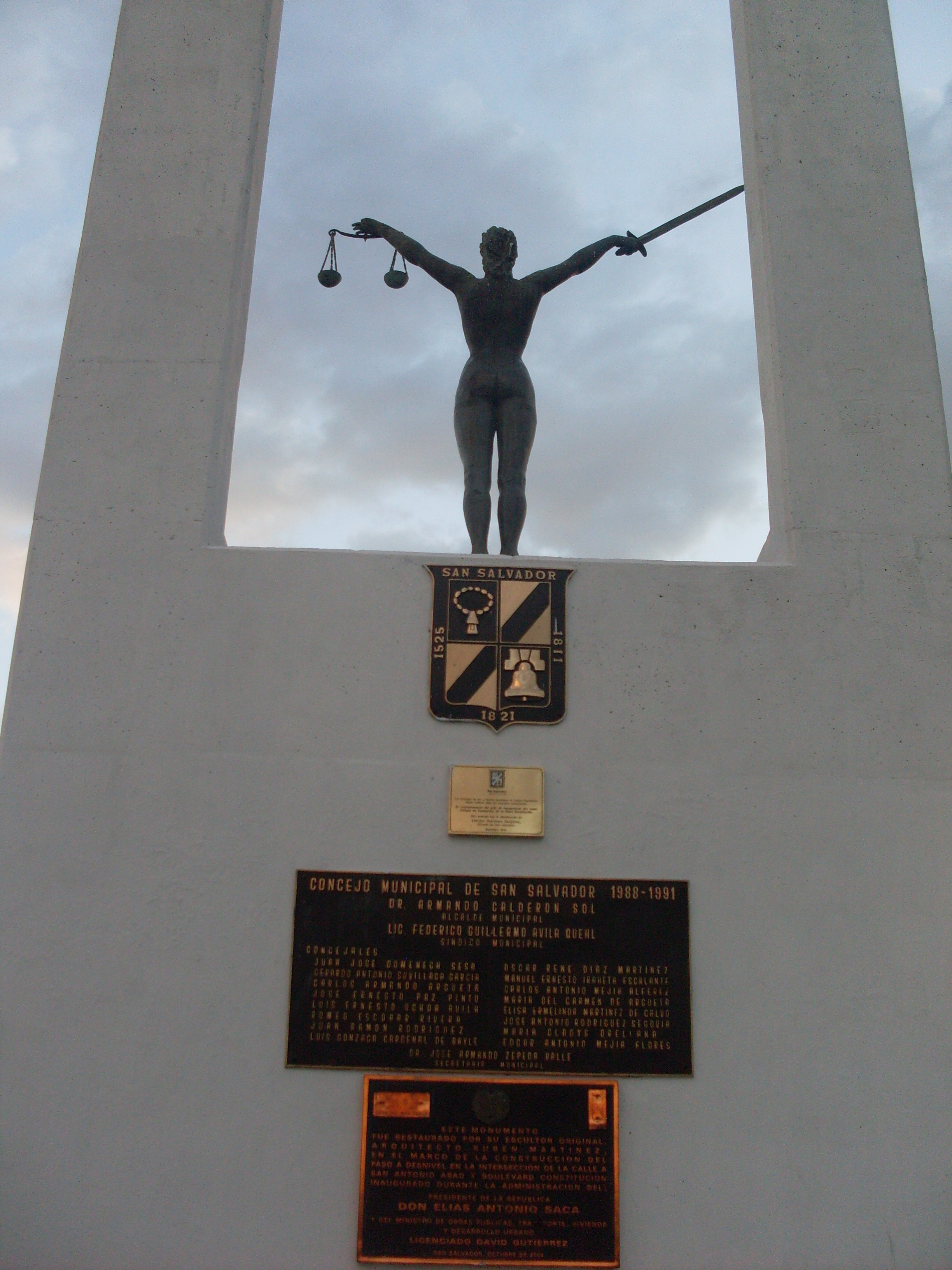
Monumento Constitución de atrás
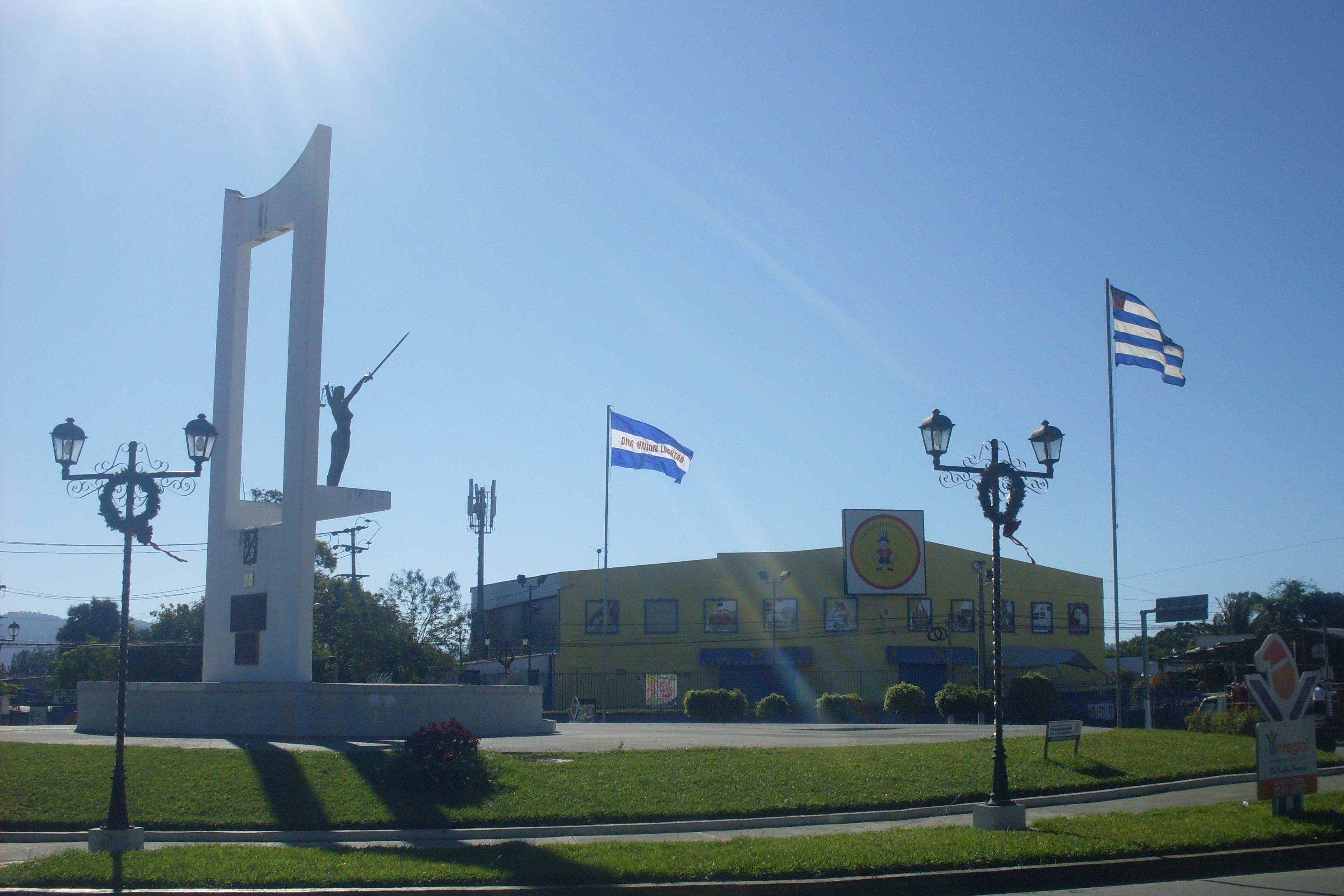
Redondel Constitución desde el occidente
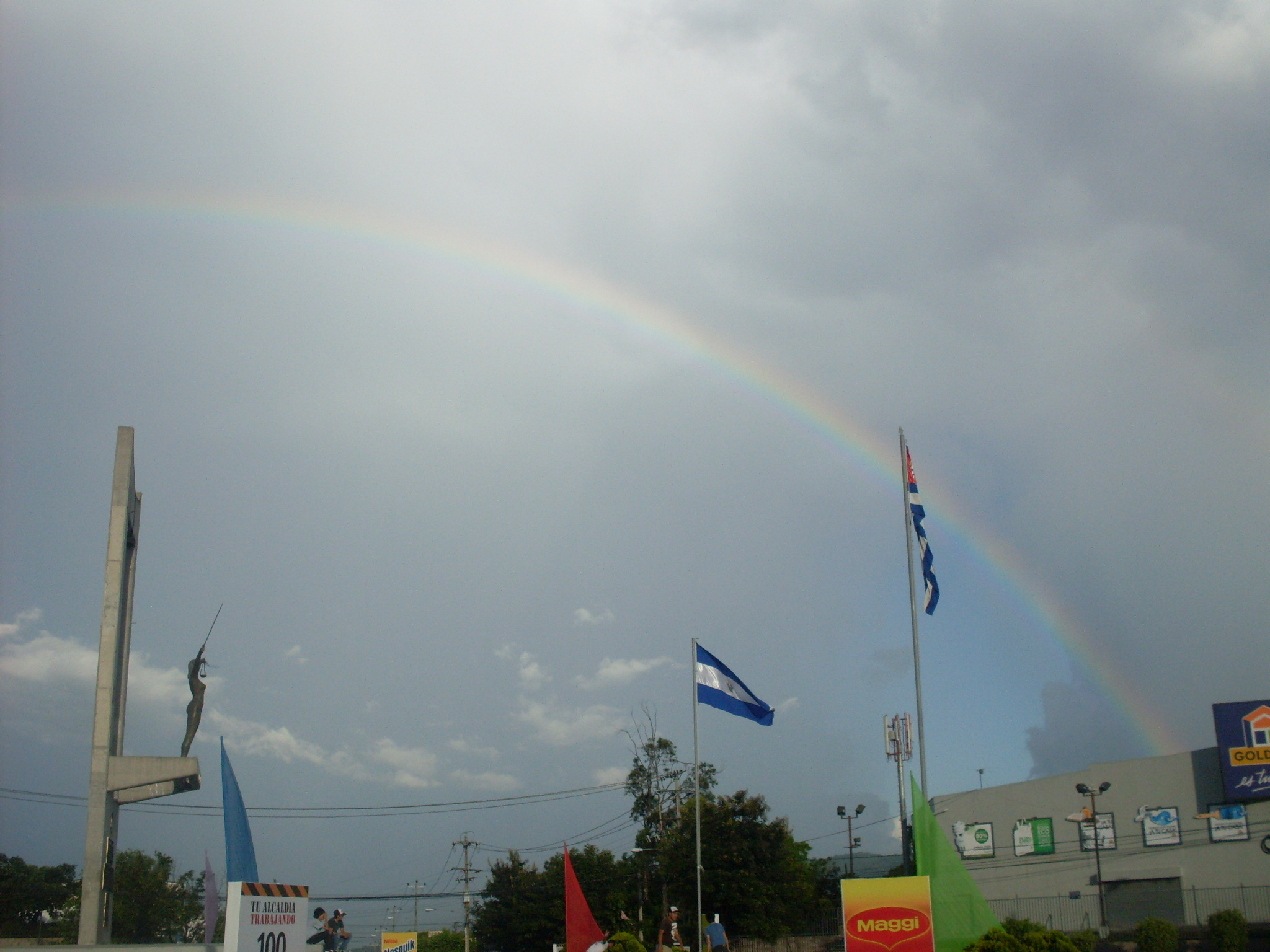
Monumento Constitución arco iris al fondo
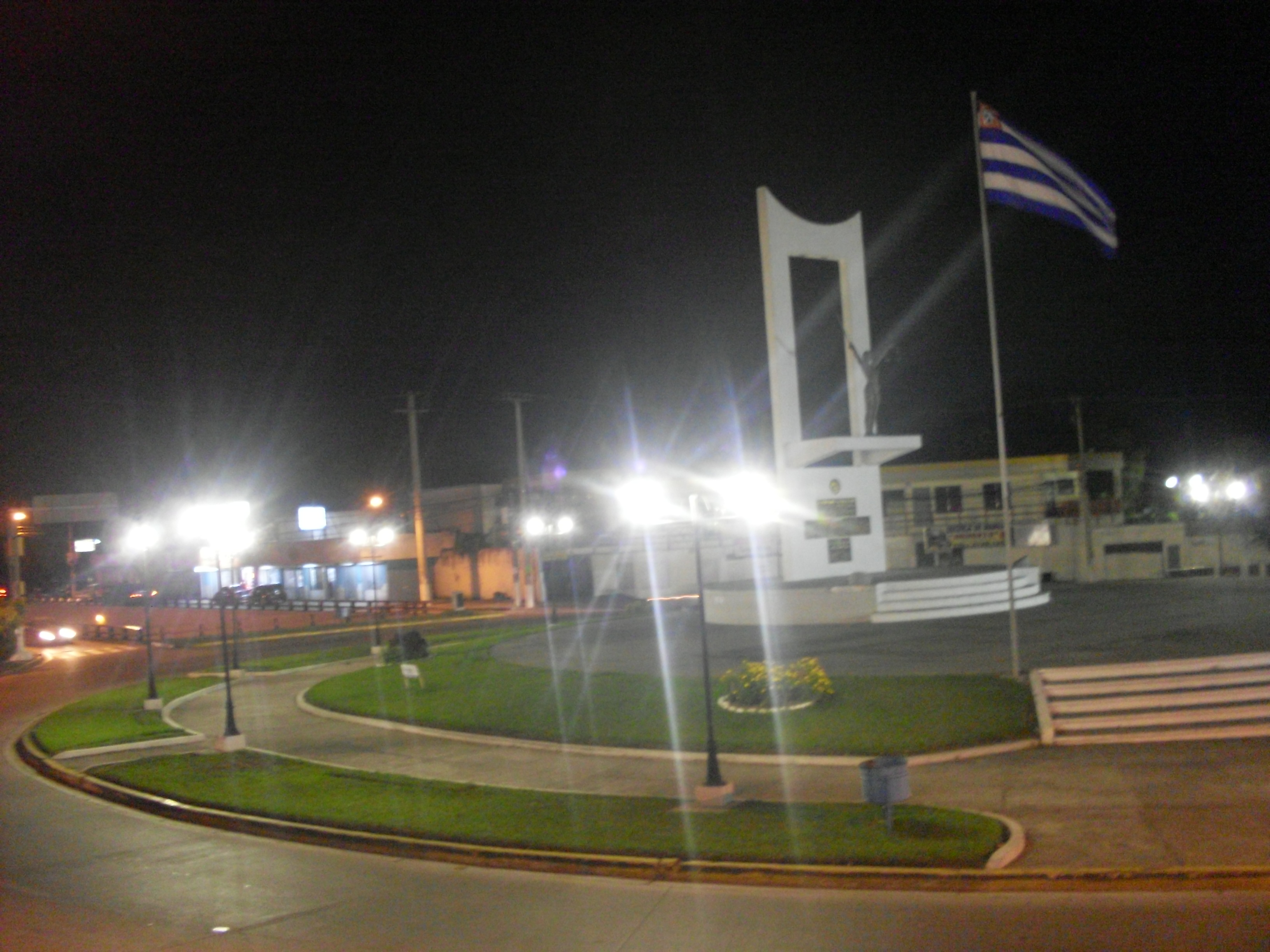
Redondel Constitución de noche
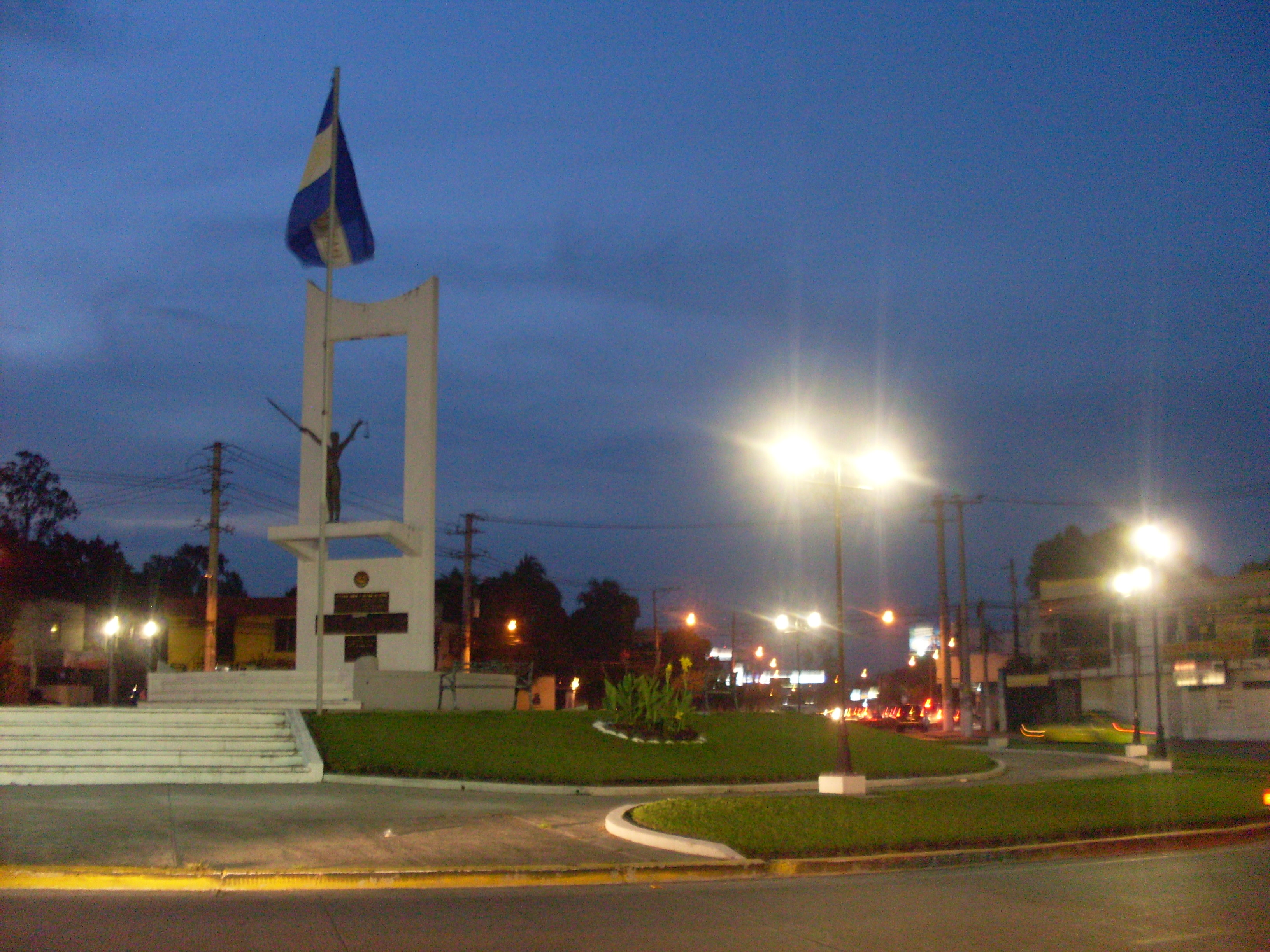
Monumento Constitución de noche
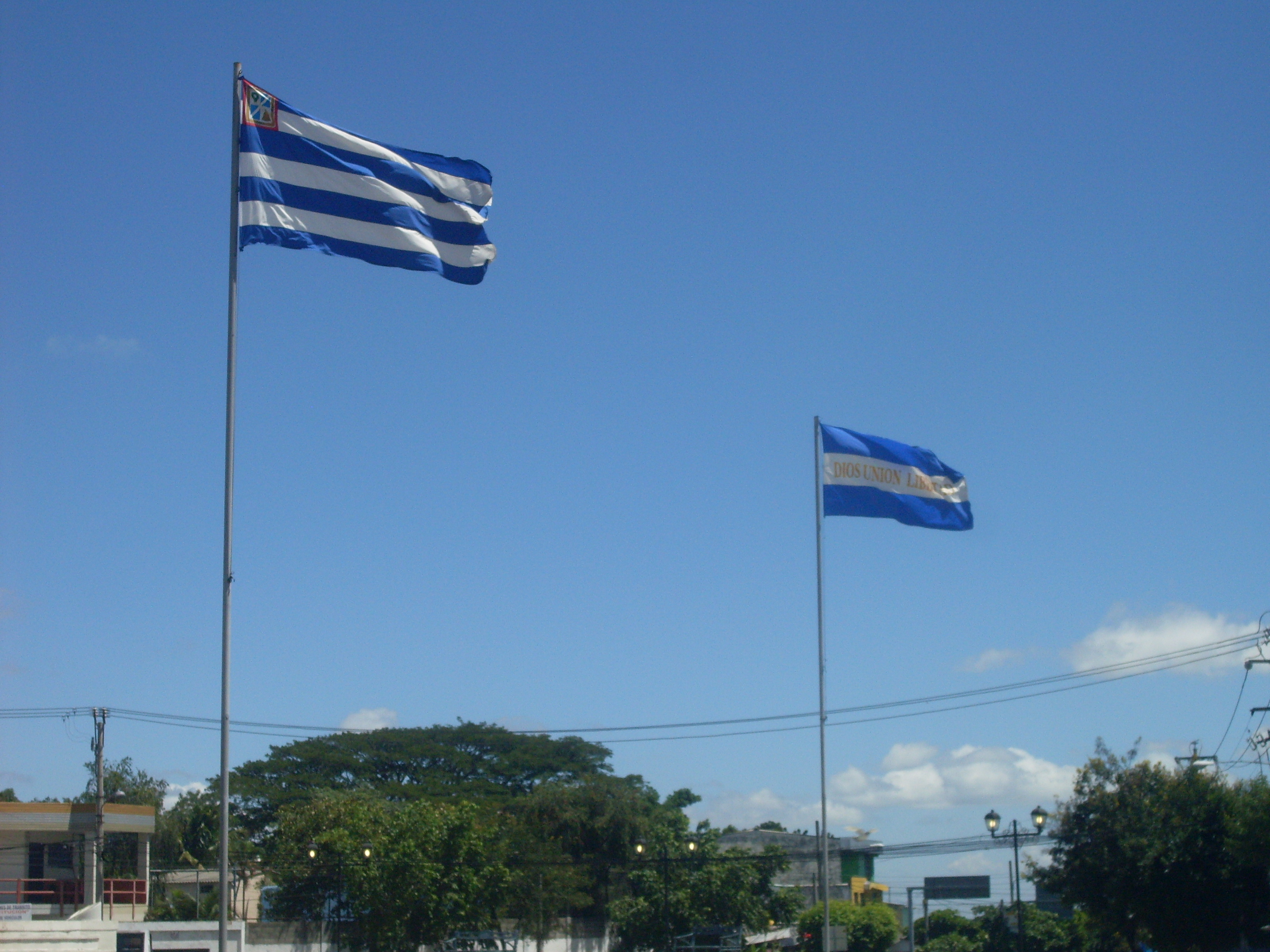
Banderas redondel Constitución
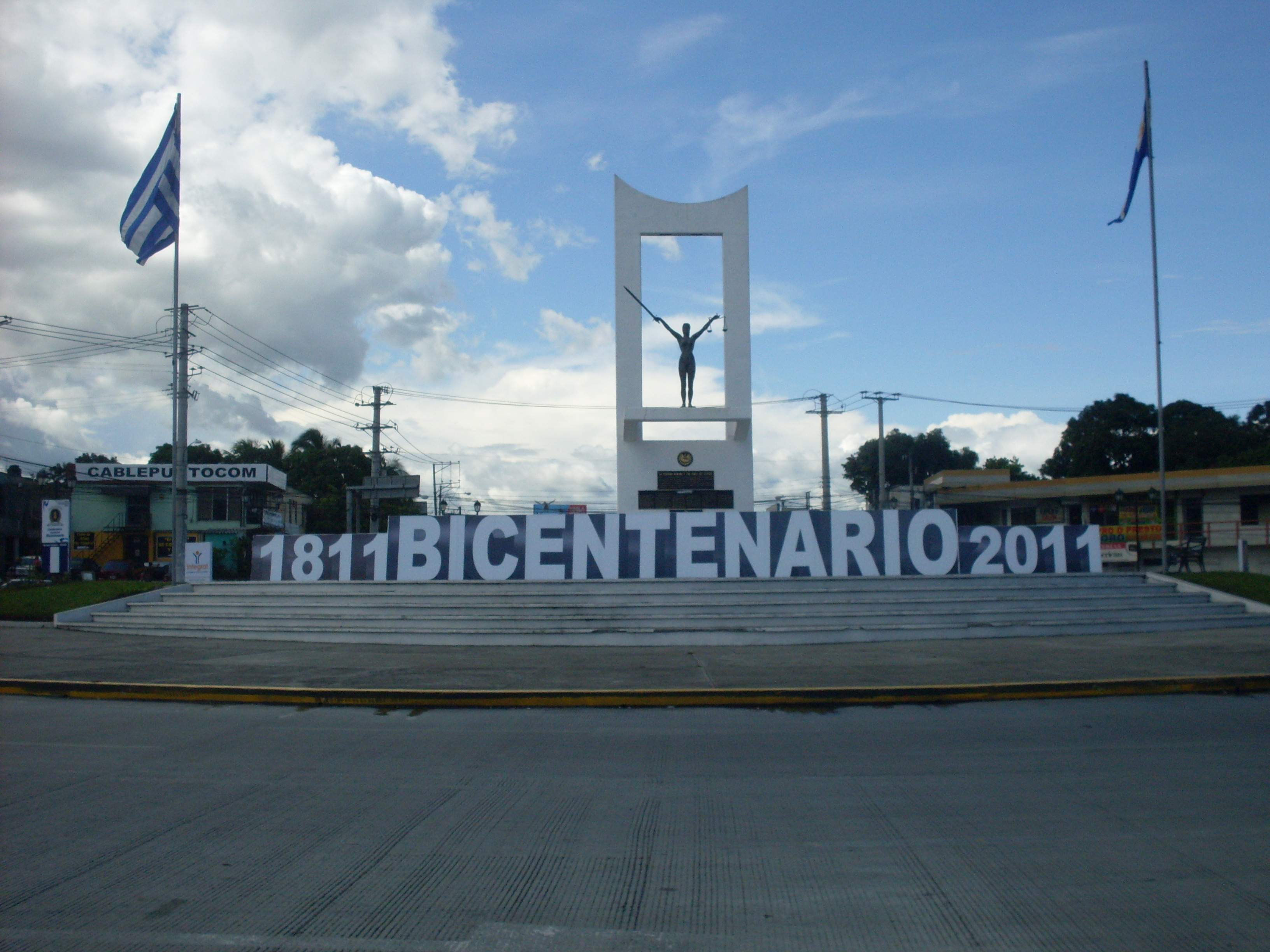
Bicentenario primer grito de independencia

- Datos: Q17622844
- Multimedia: Monumento a La Constitución de El Salvador / Q17622844